# Dzong de Chitishio
Le dzong de Chitishio ou Chidesho (Wylie : skyid do shod) se situe en hauteur et à l'est de la vallée de drib. Il est à présent en ruines.
Certaines photos de  Hugh E. Richardson en 1950 font apparaître le dzong de Gongkar en arrière fond du village de Chidesho.